# Christian Berger (Kameramann)

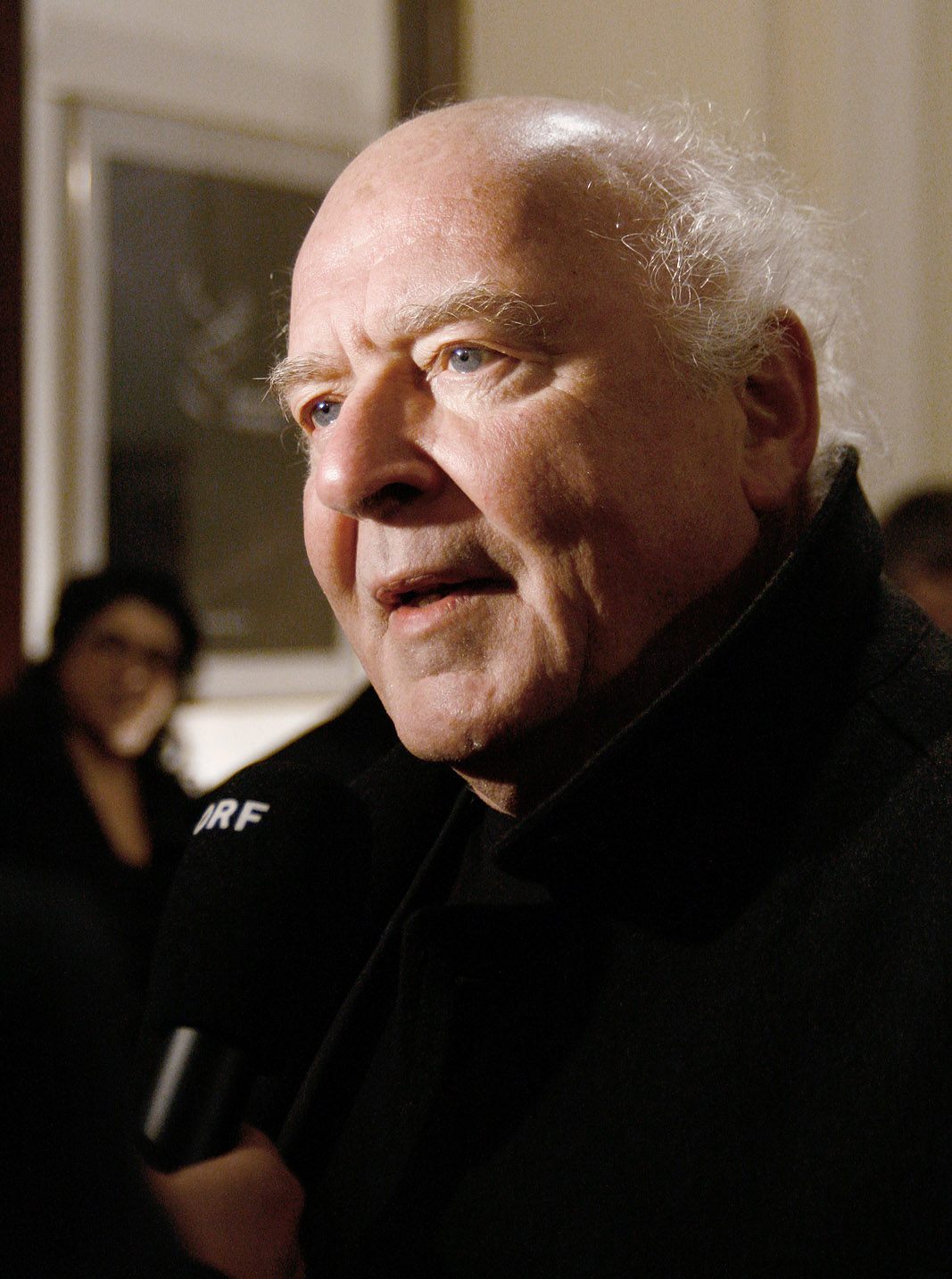
Christian Berger (2011)

Christian Berger (* 13. Jänner 1945 in Langenwang, Steiermark) ist neben seiner Tätigkeit als Universitätsprofessor an der Filmakademie Wien Drehbuchautor, Filmproduzent, Kameramann und Regisseur.
Berger gilt gemeinsam mit Christian Bartenbach als Erfinder eines innovativen Beleuchtungssystems namens Cine Reflect Lighting System. Dabei wird das ganze Set von einer einzigen, speziell dafür entwickelten Lichtquelle und verschiedenen Reflektoren ausgeleuchtet.
Ein von ihm geschaffener Filmpreis wird seit 2005 beim Internationalen Film Festival Innsbruck verliehen: der Christian-Berger-Preis bzw. der ray-Filmmagazin-Dokumentarfilmpreis .

## Werdegang
Christian Berger wurde als Sohn des Malers Fritz Berger und dessen Frau Emmy, einer Tänzerin, in der Steiermark geboren, als seine Eltern gegen Ende des Zweiten Weltkriegs auf der Flucht vor der sowjetischen Armee nach Tirol waren. Anschließend wuchs er in Lans bei Innsbruck auf.
Seine Karriere begann Berger 1968 als ständiger freier Mitarbeiter beim ORF-Landesstudio für Tirol und Vorarlberg. In den 1970er Jahren gründete er seine eigene Produktionsfirma und arbeitete intensiv an Dokumentarfilmen und Bildberichterstattungen, wirkte aber auch als Regisseur, Produzent oder Co-Autor an Fernsehproduktionen mit.
Nachdem er mehrere Dutzend Stunden Dokumentarmaterial gedreht hatte, widmete er sich in den 1980er Jahren eigenen Spielfilmprojekten für das Kino, wofür er zahlreiche Auszeichnungen erhielt (Quinzaine des Réalisateurs in Cannes, Max-Ophüls-Preis Saarbrücken). In den 1990er-Jahren setzte er diese Arbeit fort und nahm zudem Lehrtätigkeiten an wichtigen Filmschulen z. B. in Frankreich, Italien, Kuba oder Österreich auf.
Privates
Berger ist mit Schauspielerin Marika Green verheiratet und damit Onkel der Schauspielerin Eva Green.

## Filmografie (Auswahl)
- 1974: Der Untergang des Alpenlandes
- 1984: Raffl (Regie, Kamera und Mitwirkung als Co-Autor)
- 1989: Hanna Monster, Liebling (Regie, Buch und Kamera)
- 1992: Benny’s Video (Kamera)
- 1993: 71 Fragmente einer Chronologie des Zufalls (Kamera)
- 1994: Mautplatz (Regie, Kamera und Mitwirkung als Co-Autor)
- 1995: Landleben (Konzept, Kamera und Regie)
- 1997: Es war doch Liebe (Kamera)
- 2000: Die Klavierspielerin (La Pianiste) (Kamera)
- 2003: Der gläserne Blick (Kamera)
- 2005: Caché (Kamera)
- 2007: Trennung (Désengagement) (Kamera)
- 2009: Das weiße Band – Eine deutsche Kindergeschichte (Kamera)
- 2012: Ludwig II. (Kamera)
- 2012: Die Wand
- 2013: Das große Heft (A nagy füzet) (Kamera)
- 2015: By the Sea (Kamera)
- 2016: Die Nacht der 1000 Stunden (Kamera)
- 2017: Happy End (Kamera)

## Auszeichnungen
- 1997: Tiroler Landespreis für Kunst

## Film-Auszeichnungen
Happy End:

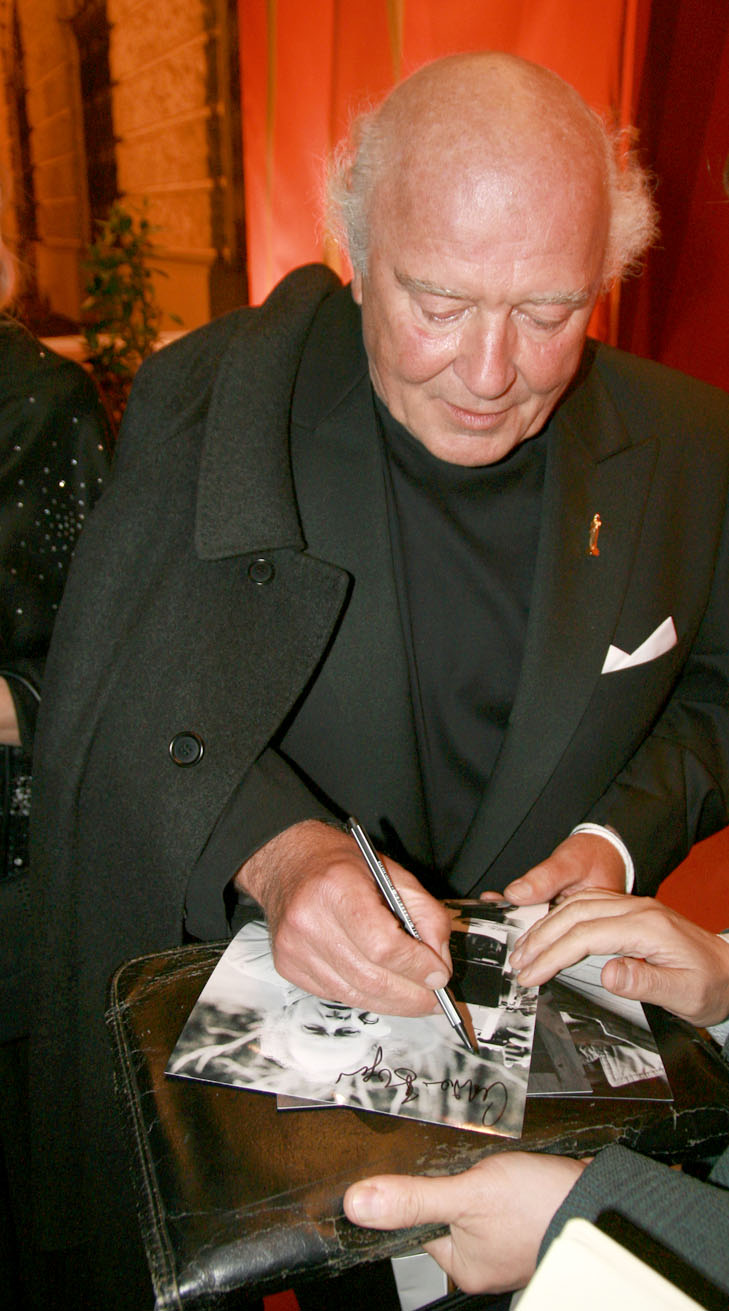
Christian Berger (Romy 2010)

- 2018 – Romy – Auszeichnung in der Kategorie Beste Bildgestaltung Kino-Film[3]

Das weiße Band:
- 2009 – Nominierung für den Europäischen Filmpreis
- 2009 – „Behind the Camera Award“ Los Angeles „Cinematographer of the Year“
- 2010 – Preis der American Society of Cinematographers
- 2010 – Oscar-Nominierung „Beste Kamera“
- 2010 – Romy
- 2010 – Deutscher Filmpreis[4]

Caché:
- 2005 – Publikumspreis auf dem Manaki Brothers Film Festival
- 2005 – Nominierung beste Kamera Europäischer Filmpreis
- 2006 – Goldener Kader, beste Spielfilmkamera

Landleben:
- 1996 – Viennale Preis Neues Kino

Bennys Video:
- 1993 – „Bestes Licht“ festival de l’image Chalon s Saone

Mautplatz:
- 1995 – Festival du Film de Strasbourg „Passages“-Preis der Jury

Raffl:
- 1985 – Ophülspreis
- 1985 – Moskau Kamerapreis
- 1985 – Cadiz Spezialpreis der Jury
- 1986 – Goldener Kader
- 1986 – Österreichischer Würdigungspreis für Filmkunst
- 1997 – Österreichische Filmwochen in Paris
- 1998 – „The Blue Light: The Mountain Film“ New York
- 1999 – Österreichische Filmtage in Montreal

Der Untergang des Alpenlandes:
- 1974 - 1. Preis Internationales Kurzfilmfestival Linz